# Царі Афін
Царі Афін — правителі Стародавніх Афін мікенської доби. Перелік з датами наведений за «Хронікою» Євсевія Кесарійського. Більшість із правителів можуть бути міфічними або напівісторичними особами. Кекропс вважається першим справжнім царем Афін, хоча й був напів-людиною і напів-змієм. Після Кодра царська влада скасована, управління перейшло до довічних архонтів (див. Архонти Афін).

## Найбільш ранні правителі
Ці правителі царювали в Афінах до Девкаліонового потопу:
- Періфант
- Огіг
- Актей

## Династія Кекропса
- Кекропс, автохтон (1556 — 1506)
- Кранай, автохтон (1506 — 1497)
- Амфіктіон, син Девкаліона (1497 — 1487)

## Династія Еріхтонія
- Еріхтоній (1487 — 1437)
- Пандіон I, син Еріхтонія (1437 — 1397)
- Ерехтей, син Пандіона (1397 — 1347)
- Кекропс II, син Ерехтея (1347 — 1307)
- Пандіон II, син Кекропса II (1307 — 1282)
- Евпалам, син Метіона, онук Ерехтея (1282)
- Егей, син Пандіона II (1282 — 1234)
- Тесей, син Егея (1234 — 1204)
- Менестей, син Петеоя, правнук Ерехтея (1204 — 1181)
- Демофонт, син Тесея (1181 — 1147)
- Оксінт (1147 — 1135)
- Афідант (Афід) (1135 — 1134)
- Фімет, син Оксінта, нащадок Тесея (1134 — 1126)

## Династія Меланта
- Меланф, син Андропомпа (1126 — 1089)
- Кодр, син Меланта (1089 — 1068)